# La Brea Avenue
La Brea Avenue – ulica w hrabstwie Los Angeles biegnąca z południa na północ. Zaczyna się w Inglewood kończy przy Hollywood Boulevard. Na La Brea Ave znajduje się szereg muzeów, restauracji i klubów. Nazwa ulicy pochodzi od atrakcji i stanowiska paleontologicznego La Brea Tar Pits. La Brea z hiszpańskiego tłumaczy się jako smoła.